# Precetinci
Precetinci – wieś w Słowenii, w gminie Ljutomer. W 2018 roku liczyła 166 mieszkańców.